# Enrique Rodríguez
Enrique Rodríguez Cal (Carreño, 1951. november 19. – Avilés, 2022. november 23.) olimpiai és világbajnoki bronzérmes, Európa-bajnoki ezüstérmes spanyol ökölvívó.

## Pályafutása
Papírsúlyban versenyzett. Az 1972-es müncheni olimpián bronzérmet szerzett. Az 1976-os montréali olimpián a 17. helyen végzett. A világbajnokságokon egy bronz, az Európa-bajnokságokon egy-egy ezüst- és bronzérmet szerzett. 1971-ben és 1975-ben a mediterrán játékokon aranyérmes lett.

## Sikerei, díjai
- Olimpiai játékok
  - bronzérmes: 1972, München
- Világbajnokság
  - bronzérmes: 1974, Havanna
- Európa-bajnokság
  - ezüstérmes: 1975, Katowice
  - bronzérmes: 1973, Belgrád
- Mediterrán játékok
  - aranyérmes (2): 1971, İzmir, 1975, Algír